# Psychotria milnei
Psychotria milnei là một loài thực vật có hoa trong họ Thiến thảo. Loài này được (A.Gray) K.Schum. miêu tả khoa học đầu tiên năm 1891.